# ورزرد (ميانكوه)
ورزرد (بالفارسية: ورزرد) هي قرية تقع في إيران في قسم میانکوه الريفي. يقدر عدد سكانها بـ 317 نسمة بحسب إحصاء 2016.